# 西南鸢尾
西南鸢尾（学名：Iris bulleyana）为鸢尾科鸢尾属的植物，为中国的特有植物。分布于中国大陆的西藏、云南、四川等地，生长于海拔2,300米至3,500米的地区，多生长在山坡草地及溪流旁的湿地上，目前尚未由人工引种栽培。

## 别名
空茎鸢尾（英拉汉种子植物名称）

## 异名
- Iris bulleyana Dykes f. alba Y. T. Zhao